# Japan Rugby League One Rugby 2023-2024
Japan Rugby League One 2023-24 è il 21º campionato nazionale giapponese di rugby a 15 di prima divisione. Il campionato è iniziato il 9 dicembre 2023 per concludersi il 26 maggio 2024. La Lega è suddivisa in tre divisioni: la prima, che assegna il titolo di campione nazionale, è composta da 12 squadre, la seconda divisione da 6 squadre, la terza divisione da 5 squadre.

## Stagione

### Classifica Prima Divisione
(aggiornata al 22-04-2024, fonte league-one.jp)

| Pos | Squadra         | G  | V  | N | P  | PF  | PS  | DP   | BMP | Pt |
| --- | --------------- | -- | -- | - | -- | --- | --- | ---- | --- | -- |
| 1   | Wild Knights    | 14 | 14 | 0 | 0  | 671 | 237 | +434 | 10  | 66 |
| 2   | Brave Lupus     | 14 | 12 | 1 | 1  | 459 | 326 | +133 | 6   | 56 |
| 3   | Sungoliath      | 14 | 10 | 1 | 3  | 531 | 344 | +187 | 8   | 50 |
| 4   | Canon Eagles    | 14 | 10 | 0 | 4  | 473 | 368 | +105 | 8   | 48 |
| 5   | Kōbe Steelers   | 14 | 7  | 1 | 6  | 551 | 409 | +142 | 6   | 36 |
| 6   | Toyota Verblitz | 14 | 7  | 0 | 7  | 418 | 401 | +17  | 6   | 34 |
| 7   | Kubota Spears   | 14 | 6  | 1 | 7  | 448 | 397 | +51  | 8   | 34 |
| 8   | Blue Revs       | 14 | 6  | 2 | 6  | 462 | 391 | +71  | 5   | 33 |
| 9   | Dynaboars       | 14 | 5  | 0 | 9  | 387 | 570 | −183 | 2   | 22 |
| 10  | Black Rams      | 14 | 2  | 0 | 12 | 272 | 434 | −162 | 5   | 13 |
| 11  | Honda Heat      | 14 | 1  | 0 | 13 | 187 | 650 | −463 | 2   | 6  |
| 12  | Kintetsu Liners | 14 | 1  | 0 | 13 | 293 | 625 | −332 | 2   | 6  |

### Classifica Seconda Divisione
(aggiornata al 22-04-2024, fonte league-one.jp)

| Pos | Squadra               | G  | V | N | P | PF  | PS  | DP   | BMP | Pt |
| --- | --------------------- | -- | - | - | - | --- | --- | ---- | --- | -- |
| 1   | Urayasu D-Rocks (NTT) | 10 | 9 | 0 | 1 | 365 | 152 | +213 | 6   | 42 |
| 2   | Green Rockets         | 10 | 8 | 0 | 2 | 411 | 224 | +187 | 5   | 37 |
| 3   | Toyota Shuttles       | 10 | 7 | 0 | 3 | 345 | 195 | +150 | 6   | 34 |
| 4   | Red Hurricanes        | 10 | 3 | 0 | 7 | 187 | 389 | −202 | 0   | 12 |
| 5   | Kyuden Voltex         | 10 | 2 | 0 | 8 | 162 | 263 | −101 | 4   | 12 |
| 6   | Kamaishi Seawaves     | 10 | 1 | 0 | 9 | 210 | 457 | −247 | 3   | 7  |

Play-off:
| Pos | Squadra               | G | V | N | P | PF | PS | DP  | BMP | Pt |
| --- | --------------------- | - | - | - | - | -- | -- | --- | --- | -- |
| 1   | Urayasu D-Rocks (NTT) | 1 | 1 | 0 | 0 | 57 | 20 | +37 | 1   | 5  |
| 2   | Green Rockets         | 1 | 0 | 0 | 1 | 20 | 57 | −37 | 0   | 0  |
| 3   | Toyota Shuttles       | 0 | 0 | 0 | 0 | 0  | 0  | 0   | 0   | 0  |

Play-out:
| Pos | Squadra           | G | V | N | P | PF | PS | DP | BMP | Pt |
| --- | ----------------- | - | - | - | - | -- | -- | -- | --- | -- |
| 1   | Red Hurricanes    | 1 | 1 | 0 | 0 | 21 | 18 | +3 | 0   | 4  |
| 2   | Kyuden Voltex     | 1 | 0 | 0 | 1 | 18 | 21 | −3 | 1   | 1  |
| 3   | Kamaishi Seawaves | 0 | 0 | 0 | 0 | 0  | 0  | 0  | 0   | 0  |

### Classifica Terza Divisione
(aggiornata al 22-04-2024, fonte league-one.jp)

| Pos | Squadra                    | G  | V | N | P | PF  | PS  | DP   | BMP | Pt |
| --- | -------------------------- | -- | - | - | - | --- | --- | ---- | --- | -- |
| 1   | Hino Red Dolphins          | 10 | 9 | 1 | 0 | 448 | 204 | +244 | 7   | 45 |
| 2   | Shimizu Koto Blue Sharks   | 11 | 8 | 0 | 3 | 375 | 271 | +104 | 6   | 38 |
| 3   | Skyactivs Hiroshima        | 10 | 4 | 0 | 6 | 251 | 388 | −137 | 3   | 19 |
| 4   | Kurita Water Gush Akishima | 10 | 3 | 0 | 7 | 300 | 396 | −96  | 0   | 12 |
| 5   | Chugoku Red Regulions      | 11 | 1 | 1 | 9 | 244 | 359 | −115 | 3   | 9  |